# Grimpa-soques becllarg
El grimpa-soques becllarg (Nasica longirostris) és una ocell sud-americà de la família dels furnàrids. És l'únic membre del gènere Nasica.

## Hàbitat i distribució
Habita els boscos, normalment a prop de l'aigua, de les terres baixes, per l'est dels Andes, des de l'est de Colòmbia, sud de Veneçuela i Guaiana Francesa, cap al sud, a través de l'est de l'Equador i del Perú fins al nord de Bolívia i Brasil amazònic.